# Irlande au Concours Eurovision de la chanson 1977
L'Irlande a participé au Concours Eurovision de la chanson 1977 le 7 mai à Londres, au Royaume-Uni. C'est la 13e participation de l'Irlande au Concours Eurovision de la chanson.
Le pays est représenté par le groupe The Swarbriggs Plus Two et la chanson It's Nice to Be in Love Again, sélectionnés par RTÉ au moyen d'une finale nationale.

## Sélection

### Eurosong 1977
Le radiodiffuseur irlandais Raidió Teilifís Éireann (RTÉ) organise une finale nationale, pour sélectionner l'artiste et la chanson représentant l'Irlande au Concours Eurovision de la chanson 1977.
La finale nationale irlandaise, présentée par Mike Murphy, a eu lieu le 20 février 1977 aux studios de la RTÉ à Dublin.

#### Finale
Huit chansons ont participé à cette finale. Les différentes chansons sont toutes interprétées en anglais, l'une des deux langues officielles de l'Irlande.
| Ordre | Artiste                 | Chanson                       | Langue  | Traduction                               | Points | Place |
| ----- | ----------------------- | ----------------------------- | ------- | ---------------------------------------- | ------ | ----- |
| 5     | The Swarbriggs Plus Two | It's Nice to Be in Love Again | Anglais | C'est agréable d'être à nouveau amoureux | 25     | 1     |

Lors de cette sélection, c'est la chanson It's Nice to Be in Love Again interprétée par The Swarbriggs Plus Two qui fut choisie.
Le chef d'orchestre sélectionné pour l'Irlande à l'Eurovision 1977 est Noel Kelehan.

## À l'Eurovision

### Points attribués par l'Irlande
| 12 points | Finlande   |
| 10 points | France     |
| 8 points  | Italie     |
| 7 points  | Israël     |
| 6 points  | Suisse     |
| 5 points  | Monaco     |
| 4 points  | Belgique   |
| 3 points  | Pays-Bas   |
| 2 points  | Luxembourg |
| 1 point   | Allemagne  |

### Points attribués à l'Irlande
| 12 points                                | 10 points        | 8 points                                | 7 points | 6 points              |
| ---------------------------------------- | ---------------- | --------------------------------------- | -------- | --------------------- |
| - Israël - Norvège - Royaume-Uni - Suède | - France - Grèce | - Italie - Luxembourg - Monaco - Suisse |          |                       |
| 5 points                                 | 4 points         | 3 points                                | 2 points | 1 point               |
| - Allemagne - Autriche                   | - Espagne        | - Belgique                              |          | - Pays-Bas - Portugal |

The Swarbriggs Plus Two interprètent It's Nice to Be in Love Again en premiers lors de la soirée du concours, précédant Monaco.
Au terme du vote final, l'Irlande termine 3e sur 18 pays participants, ayant reçu 119 points au total,. C'était alors le meilleur classement du pays depuis la victoire de Dana sept ans plus tôt. La chanson eu quatre fois les douze points — d'Israël, de Norvège, de Suède et du Royaume-Uni — avec seulement la Finlande ne lui attribuant aucun point. Il était alors notable que le jury irlandais ait attribué ses 12 points à la Finlande.